# Brian Kirkham
Brian Kirkham (nascido em 1 de janeiro de 1986) é um ciclista de BMX australiano que competiu pela Austrália nos Jogos Olímpicos de Verão de 2012 em Londres, onde terminou em vigésimo quinto lugar na prova de BMX.